# ТЭМ3
ТЭМ3 (тепловоз с электрической передачей, маневровый, тип 3) — советский 6-осный маневровый тепловоз.
В 1979 году Брянский машиностроительный завод изготовил тепловоз ТЭМ3-001, у которого тележки были выполнены с бесчелюстными буксами. На этом тепловозе сохранено все основное оборудование (дизель-генератор, тяговые электродвигатели, вспомогательные машины) тепловоза ТЭМ2; остались такими же сцепная масса, запасы топлива, песка, воды и масла, а также тяговые параметры тепловоза ТЭМ2.
В 1980 году ВНИТИ провёл сравнительные динамические испытания двух тепловозов: ТЭМ2 с челюстными и ТЭМ3-001 с бесчелюстными тележками. Тележки тепловоза ТЭМ3-001 были выполнены по типу тележек, изготовляемых производственным объединением «Ворошиловградтепловоз» для магистральных тепловозов. Статический прогиб рессорного подвешивания тепловоза составлял 90-100 мм. Испытания показали, что тепловозы с бесчелюстными тележками имеют более высокие динамические свойства[какие?] по сравнению с тепловозами на челюстных тележках.
В последующие годы завод изготовил партию тепловозов ТЭМ3, которые поступили для эксплуатационных испытаний на железные дороги.
В 1986 году завод изготовил тепловоз ТЭМ3М-001, который демонстрировался на международной выставке «ЖД транспорт-86». На этом тепловозе применены одинаковые с тепловозами ТЭМ3 тележки и использована однотипная с тепловозами ТЭМ2М дизель-генераторная установка 17ПДГ-2.

## Эксплуатация
Всего было выпущено 29 (из них 20 для МПС) тепловозов серии ТЭМ3. На сегодняшний день[когда?] известна приписка следующих машин:
- Старый Оскол, ООО «Оскольский завод металлургического машиностроения» — 001.
- депо Дно (Октябрьская железная дорога) — 0009, 0016, 0017;
- депо Егоршино (Свердловская железная дорога) — 0014, 0015, 0019;
- депо Калининград (Калининградская железная дорога) — 0003, 0010, 0011, 0012, 0021;
- депо Тында (Дальневосточная железная дорога) — 0022, 0023, 0026;
- депо Хвойная (Октябрьская железная дорога) — 0013 (списан после аварии);
- ОАО «Шахта "Заречная"» УЖДТ — 0007;

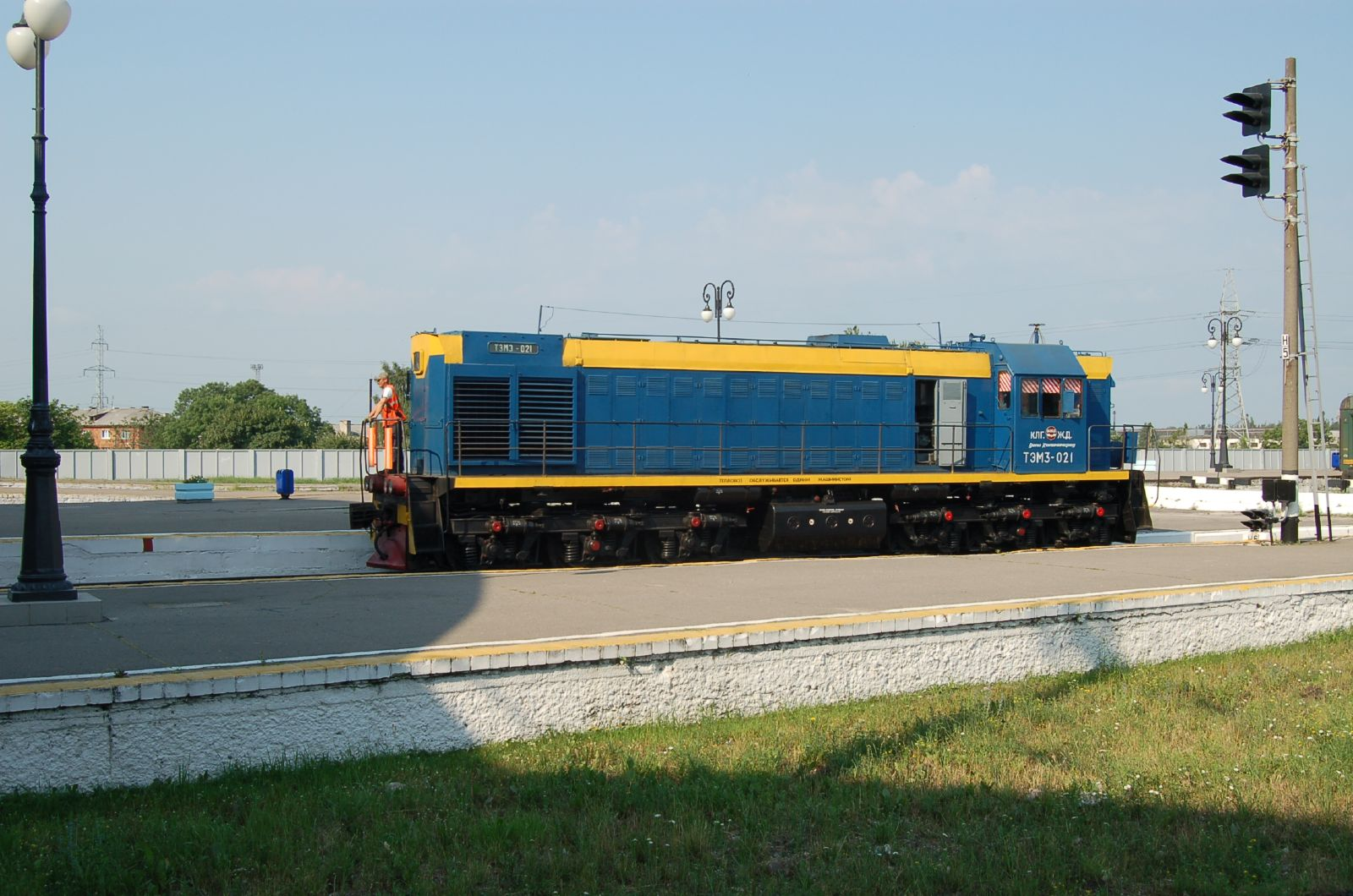
ТЭМ3-021 в Калининграде